# Молдаванка (Одесская область)
Молдаванка (укр. Молдованка, до 2024 года — Пе́рше Тра́вня) — село, относится к Раздельнянскому району Одесской области Украины.
Население по переписи 2001 года составляло 174 человека. Почтовый индекс — 67472. Телефонный код — 4853. Занимает площадь 0,522 км². Код КОАТУУ — 5123980708.

## Местный совет
67472, Одесская обл., Раздельнянский р-н, с. Виноградарь.